# Zagony (Tatry)

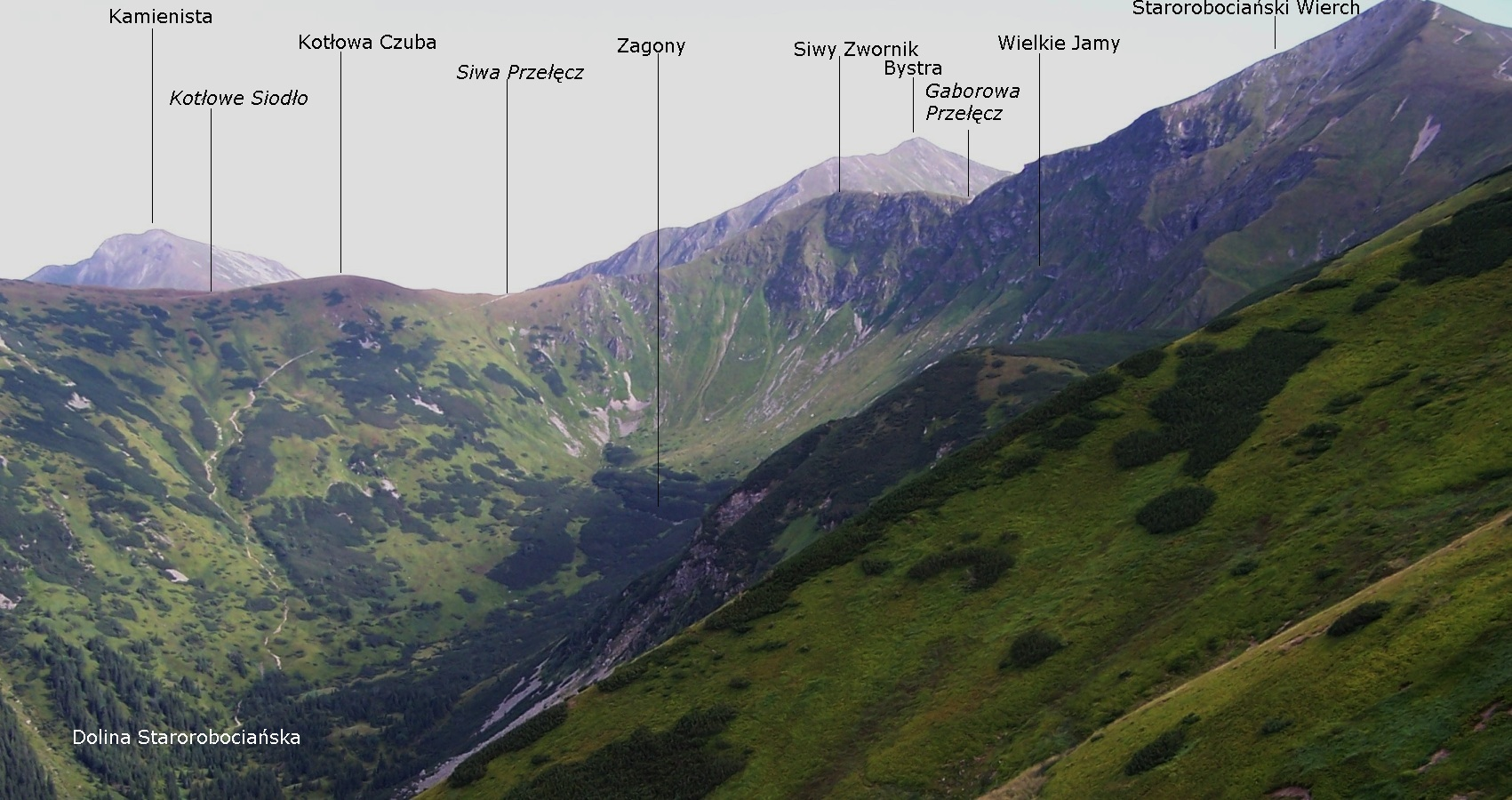
Starorobociański Wierch od północnej strony

Zagony – wielkie piarżyska i upłazy w górnej części Doliny Starorobociańskiej w polskich Tatrach Zachodnich. Grań główna Tatr Zachodnich na odcinku od Siwego Zwornika przez Gaborową Przełęcz po Starorobociański Wierch opada do tej doliny wielkimi ścianami o nazwie Wielkie Jamy i Zdrapy, spomiędzy których opada Krzywy Żleb. Poniżej Wielkich Jam znajdują się Zagony, kolejno od góry w dół są to: Zagon pod Zakos, Szeroki Zagon i Zadnie Zagony. Dawniej były to pasterskie obszary Hali Stara Robota.